# Hubert Mumelter
Hubert Mumelter (Bolzano, 26 agosto 1896 – Bolzano, 24 settembre 1981) è stato un poeta italiano di lingua tedesca.

## Biografia
Nato in una famiglia di commercianti bolzanini, fece studi liceali a Feldkirch, in Austria, e si laureò in diritto all'università di Innsbruck. Nel corso della prima guerra mondiale, fu arruolato nell'esercito austro-ungarico e inviato sulle Dolomiti e nell'Ortles.
Praticante avvocato presso lo studio dello zio, nel 1924 si dedicò alla scrittura, e dal 1936 visse nella sua villa a San Costantino, frazione di Fiè allo Sciliar, comune dal quale quarant'anni più tardi ricevette la cittadinanza onoraria. Dal 1931 pubblicò numerosi scritti e romanzi, tutti in lingua tedesca, dei quali il primo fu quello dedicato alla figura Oswald von Wolkenstein.
Ostile al nazismo e a qualsiasi forma di totalitarismo, Mumelter elaborò il "sogno retico-ladino", in cui auspicava un Alto Adige autonomo e trilingue. Nel 1951 fu tra i fondatori nonché editore del settimanale altoatesino Die Alpenpost, organo ufficiale della SVP, le cui pubblicazioni cessarono nel 1957 per mancati finanziamenti pubblici.